# Zhang Yujian
Zhang Yujian (chino: 张雨剑), es un actor chino.

## Biografía
Estudió en la Academia de Teatro de Shanghái (inglés: "Shanghai Theater Academy").
En marzo de 2021 confirmó que estaba casado con la actriz Wu Qian y que la pareja tenía una hija. En febrero de 2022 se anunció que la pareja se había divorciado.

## Carrera
Es miembro de la agencia "Shanghai Youhug Media".
En el 2015 se unió al elenco recurrente de la serie The Legend of Mi Yue donde interpretó a Tang Le, un miembro del reino de Chu.
En septiembre del mismo año se unió al elenco recurrente de la serie Nirvana in Fire donde dio vida a Lie Zhanying, un oficial personal bajo el mando del Príncipe Xiao Jingyan (Wang Kai).
El 23 de mayo del 2016 se unió al elenco de la serie web Yu Zui donde interpretó a Jie Bing, un inteligente cadete de la policía, que es valorado por sus superiores por su capacidad para resolver casos.
En julio del mismo año se unió al elenco recurrente de la serie Ice Fantasy donde dio vida a Pian Feng, el Jefe de la tribu de las Águilas, un guardia capaz y caballeroso que sirve a la Princesa Chao Ya (Chen Xinyu).
En septiembre del 2017 se unió al elenco de la serie Delicious Destiny donde interpretó a Zhao Han, un hombre que a pesar de ser cálido y gentil por fuera, por dentro es un hombre torturado por una sed de venganza, hasta el final de la serie en octubre del mismo año.
En octubre del 2018 se unió al elenco principal de la serie An Oriental Odyssey donde dio vida a Zhao Lanzhi, un oficial de alto rango con integridad y coraje que cree en la justicia y hace todo lo posible para defenderla. Lanzhi se une a Ye Yuanan (Wu Qian) y Mu Le (Zheng Yecheng) para resolver casos, hasta el final de la serie en diciembre del mismo año.
En marzo del 2019 se unió al elenco de la serie The Plough Department of Song Dynasty donde interpretó a Liu Suifeng, hasta el final de la serie en abril del mismo año.
El 29 de abril del 2019 se unió al elenco principal de la serie Le Coup de Foudre donde dio vida a Yan Mo, un joven diseñador de productos de su compañía "Panda", que termina enamorándose de su asistente Zhao Qiaoyi (Wu Qian), hasta el final de la serie el 5 de junio del mismo año.
El 23 de diciembre del mismo año se unió al elenco principal de la serie Please Love Me donde interpretó a Yi Han, hasta el final de la serie el 21 de enero del 2020.
El 26 de enero del 2020 se unió al elenco principal de la serie Find Yourself donde dio vida a He Canyang, el hermano de He Fanxing (Victoria Song), así como el asesor y amigo cercano de Yuan Song (Song Weilong), hasta el final de la serie el 18 de febrero del mismo año.
En el 2021 se unirá al elenco principal de la serie Medical Examiner Dr. Qin: Silent Evidence donde interpretará al doctor Qin Ming.

## Filmografía

### Series de televisión
| Año         | Título                                    | Personaje    | Notas        |
| ----------- | ----------------------------------------- | ------------ | ------------ |
| TBA         | Back for You                              | Zi Dan       | [ 15 ]       |
| TBA         | In Darkness                               | Shen Liufei  | [ 16 ]       |
| TBA         | Hard Memory: Prisoner Under Fire          | Jin Boshi    |              |
| 2021 - 2022 | Hot Blooded Detective                     | Kong Xue-li  | 30 episodios |
| 2021        | Fall in Love with a Scientist             | Doctor Li    | (invitado)   |
| 2021        | Medical Examiner Dr. Qin: Silent Evidence | Dr. Qin Ming | 30 episodios |
| 2021        | 1 Vs 100 Dream Boys                       | -            |              |
| 2020        | Target Person                             | Wei Ziyou    | 20 episodios |
| 2020        | Sunshine Police                           | Wang Qiang   |              |
| 2020        | The Night of the Comet II                 | Lin Senhe    | 20 episodios |
| 2020        | Find Yourself                             | He Canyang   | 41 episodios |
| 2019 - 2020 | Please Love Me                            | Yi Han       | 24 episodios |
| 2019        | Le Coup de Foudre                         | Yan Mo       | 35 episodios |
| 2019        | The Plough Department of Song Dynasty     | Liu Suifeng  | 36 episodios |
| 2018        | An Oriental Odyssey                       | Zhao Lanzhi  | 50 episodios |
| 2017        | Delicious Destiny                         | Zhao Han     | 56 episodios |
| 2016        | I'm Not A Monster                         | He Anyi      | 12 episodios |
| 2016        | Ice Fantasy                               | Pian Feng    |              |
| 2016        | Angel Wings                               | Gao Fei      |              |
| 2016        | Yu Zui                                    | Jie Bing     | (serie web)  |
| 2016        | The Boss is Coming                        | Ricky        |              |
| 2015        | The Legend of Mi Yue                      | Tang Le      |              |
| 2015        | Nirvana in Fire                           | Lie Zhanying |              |
| 2013        | Bloodbath Island                          | -            |              |

### Películas
| Año  | Título                   | Personaje | Notas                                                         |
| ---- | ------------------------ | --------- | ------------------------------------------------------------- |
| 2011 | May Day Chase Dream 3DNA | Yu Jian   | junto a Chen Shinhong, Liu Guanyou, Wen Yangyi y Cai Shenyang |

### Programas de variedades
| Año  | Programa                            | Notas                  |
| ---- | ----------------------------------- | ---------------------- |
| 2020 | Happy Camp                          | 2 episodios - invitado |
| 2020 | The Sound Season 3                  |                        |
| 2017 | 集结吧王者                          |                        |
| 2015 | Big Pair of Trump Card (大牌对王牌) |                        |

### Anuncios
| Año  | Título        | Notas |
| ---- | ------------- | ----- |
| 2020 | Armani Beauty |       |

### Revistas / sesiones fotográficas
| Año  | Título           | Notas                  |
| ---- | ---------------- | ---------------------- |
| 2020 | GQ China         |                        |
| 2020 | Our Street Style |                        |
| 2020 | Bluevision       |                        |
| 2020 | Pursue Magazine  |                        |
| 2019 | Elle Men Fresh   | junto a Wu Qian        |
| 2019 | Rayli Magazine   | junto a Wu Qian        |
| 2019 | Ginger Magazine  | (publicación de julio) |
| 2018 | Witrip           |                        |